# Cascadia-Subduktionszone

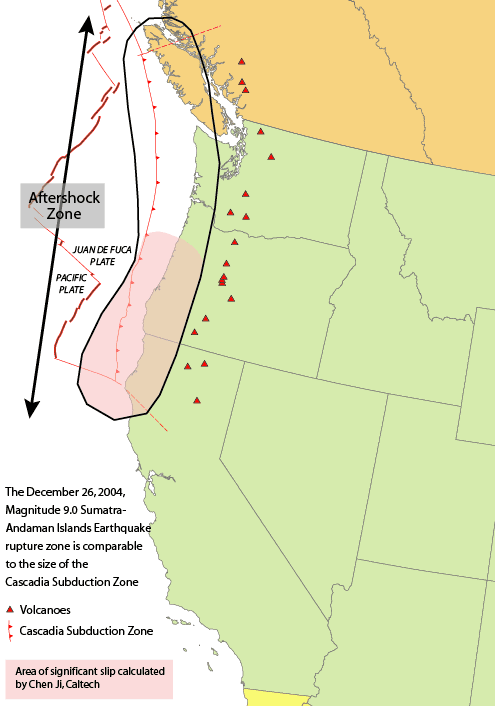
Die Cascadia-Subduktionszone

Die Cascadia-Subduktionszone (auch Cascadia-Verwerfung) ist die konvergierende Plattengrenze zwischen der Juan-de-Fuca-Platte und der Nordamerikanischen Platte. Sie erstreckt sich über rund 1100 km vor der Westküste Kanadas und der USA zwischen dem Nordende von Vancouver Island und dem nördlichsten Teil Kaliforniens. Als Teil des Pazifischen Feuerrings ist sie für die Aktivität der Kaskaden-Vulkane verantwortlich. Die Cascadia-Subduktionszone geht nach Norden in die Queen-Charlotte-Transformstörung und nach Süden in die San-Andreas-Transformstörung über. Sie bildet den Rest einer vormals deutlich weiter ausgedehnten Subduktionszone, die die Farallon-Platte von der Nordamerikanischen Platte trennte.

## Erdbeben
Der errechnete durchschnittliche Zeitraum zwischen großen Erdbeben liegt bei 200 bis 220 Jahren, gemessen an Daten der letzten 3000 Jahre.
Das Kaskadien-Erdbeben von 1700 erreichte auf der Richter-Skala eine Stärke von 8,7 bis 9,2 und führte zu einem Tsunami in Japan.
Vor etwa 7.500 Jahren entstand der Crater Lake, vor 2.350 Jahren eruptierte der Mount Meager. In jüngster Vergangenheit wurde der Ausbruch des Mount St. Helens 1980 einer breiten Öffentlichkeit bekannt.

### Verknüpfung mit der San-Andreas-Verwerfung
Die Aktivitäten der San-Andreas-Verwerfung stehen im Zusammenhang mit der Cascadia-Subduktionszone. Deren seismische Aktivitäten gehen häufig den Erdbeben der San-Andreas-Verwerfung voraus, im Schnitt 25 bis 45 Jahre. In einer Studie mit Turbiditen wurden bei 15 Erdbeben der San-Andreas-Verwerfung 13 Beben der Cascadia-Zone gefunden, die gleichzeitig stattgefunden haben.